# Jászárokszállás vasútállomás
Jászárokszállás vasútállomás egy Jász-Nagykun-Szolnok vármegyei vasútállomás Jászárokszállás településen, a MÁV üzemeltetésében. A belterület déli szélén helyezkedik el, a 3203-as út vasúti keresztezése közelében, közúti elérését az abból kiágazó 32 329-es számú mellékút (települési nevén Nyárfa utca) teszi lehetővé.
A vasútvonal kiépítésénél figyelembe vették a területi adottságot, a széljárást. A meglepő szögben telepített váró az örvényszerű széljárás okán került irányba állítva.

## Vasútvonalak
Az állomást az alábbi vasútvonalak érintik:
- Vámosgyörk–Újszász-vasútvonal

## Kapcsolódó állomások
A vasútállomáshoz az alábbi állomások vannak a legközelebb:
- Vámosgyörk vasútállomás (Vámosgyörk–Újszász-vasútvonal)
- Jászdózsa megállóhely (Vámosgyörk–Újszász-vasútvonal)

## Forgalom
| Járat        | Útvonal | Gyakoriság |
| ------------ | --- | ---------- |
| személyvonat | Vámosgyörk – Jászárokszállás – Jászdózsa – Jászapáti – Jászkisér – Jászkisér felső – Szellőhát – Jászladány – Szászberek – Újszász – Zagyvarékas – Abonyi út – Szolnok | Napi 6 pár |